# 王雄 (成化進士)
王雄（1435年—？），字鎮遠，山東東昌府夏津縣人，民籍。明朝政治人物。進士出身。

## 生平
山東鄉試第三十四名。成化八年（1472年）壬辰科會試第一百九十二名，殿試登進士第三甲第五十四名。

## 家族
曾祖父王士舉，曾任知州。祖父王大公。父亲王恕。